# Muhammad Dżamal al-Ajdarus
Muhammad Dżamal al-Ajdarus (arab. محمد جمال العيداروس) – egipski zapaśnik walczący w stylu wolnym. Srebrny medalista igrzysk śródziemnomorskich w 1959 i 1963 roku.